# Andreas Andersen
Andreas Andersen (* 19. Januar 1799 in Leck; † 31. Januar 1879 in Keitum) war ein deutscher Merkantilschiffskapitän und Kommunalpolitiker.

## Leben
Andreas Andersen war ein Sohn des Goldschmieds Christian Andersen und dessen Ehefrau Dorthea Cathrina, geborene Fiehl aus Apenrade. Er fuhr zunächst zur See und ließ sich danach auf Sylt nieder, wo er sich als Landesgevollmächtigter im Kommunaldienst an allen wichtigen Vorgängen auf der Insel beteiligte. Dazu gehörte ab 1837 die schwierige Korrespondenz mit der Rentenkammer, die Fragen zur Überlassungen des Anwachses zwischen Morsum und Keitum klären sollte. Als Resultat stimmte Christian VIII. am 15. Dezember 1841 zu, rund 91 Hektar an die Landschaft Sylt abzugeben.
1842 sowie 1862 sprach sich Andersen dagegen aus, 2000 Demat Marschland eindeichen zu lassen. Er konnte belegen, dass die Ländereien dafür nicht aufkommen konnten, was zu der Entscheidung führte, die Pläne nicht umzusetzen. Als 1860 der „Allgemeine Sylter Verein“ gegründet wurde, bekam Andersen einen von drei Direktorenposten. 1876 lehnte er in führender Position ab, die laufenden Kosten für den Uferschutz des Anwachses zu übernehmen. 1867 bezahlte er selbst einen neuen Hafendamm bei Munkmarsch, der als Ersatz für den versandeten Hafen von Keitum dienen sollte.
Auf der Volksversammlung am 28. März 1848, auf der Andersen eine Rede hielt, wählten ihn die Anwesenden zum Anführer der Landwehr. Er schaffte 200 Gewehre aus Rendsburg an und verließ die Insel am 16. April 1848 und am 21. März 1849 aufgrund der Dänen Richtung Festland. Am 3. Mai 1849 verließen die Besatzer die Insel wieder, woraufhin Andersen zurückkehrte und 200 Gewehre mitbrachte. Als bestalltem Kommandanten brachten ihm die Einwohner Misstrauen und Widerspruch entgegen. Dennoch konnte er neue Wachen und Signalstationen einrichten. Am 1. August 1850 floh er erneut vor den Dänen.
Gemeinsam mit dem Kapitän Carl Jensen rief Andersen Ende Februar 1864 den Pastor aus Keitum dazu auf, keine weiteren Gebete für den König zu sprechen. Am 3. März 1864 nahm der dänische Kommandant Otto Christian Hammer Andreas Andersen und vier weitere Personen fest und inhaftierte sie in der Landvogtei in Tinnum. Am 3. Juni 1864 besuchte Andersen als einer der Gesandten das Auswärtige Amt, wo ihn Otto von Bismarck empfing. Am 12. Juli 1864 wollte Andersen drei österreichische Offiziere von ihrem Kommandanten in Højer Sogn zu einem Flottenkommando vor List führen, wo sie Bericht erstatten wollten. Die Männer gingen von Jerpstedt aus durch das Watt und erreichten die Schiffsflotte bis auf eine Drittel Meile, als die Flut einsetzte. In Lebensgefahr schwebend nahm sie das Kanonenboot „Seehund“ an Bord. Dort übermittelten die Männer einen Befehl des Ministeriums aus Wien, dem österreichischen Landheer bei dessen Bemühungen zu helfen, Sylt und Föhr einzunehmen.

## Nachlass
Andreas Andersen war verheiratet mit Ida Friedrichsen (1804–1856) aus Wenningstedt. Das Ehepaar hatte zwei Kinder, die jung verstarben. Am 11. Dezember 1852 schrieben sie ihr Testament. Durch Kodizillen von 1873 und 1879 entstand daraus das sogenannte „Andersensche Legat“. Es erhielt Einnahmen aus Zinsen von Bargeld und der Mole in Munkmarsch. Mit der Hälfte der Nettoeinnahmen der Mole sollte strebsamen Bedürftigen geholfen werden, die zu Weihnachten bis zu 50 Mark bekamen. Nachdem die Regierung 1890 die „Neue Brücke“ gebaut und auf einen Ausbau des Munkmarscher Hafens verzichtet hatte, entwickelte sich die Brücke zu Ungunsten der Mole zum neuen Hauptumschlagsplatz. Die Einnahmen des Legats reichten nun nicht mehr aus, um die Mole instand zu halten. Das Land als neuer Besitzer verpachtete sie am 1. Juli 1962 an den „Sylter Segler Club“, der sie am 1. Juni 1966 kaufte.
Andersen besaß ein Anwesen im Südosten Keitums. Dazu gehörte ein „Herrenhaus“ mit Spiegelsaal, in dem er „hohen Besuch“ empfing. Die Stadt Mülheim an der Ruhr kaufte Gebäude 1925 und gestaltete daraus ein Kindererholungsheim. 1937 übernahm die Nationalsozialistische Volkswohlfahrt das Anwesen, das 1950 wieder an die Stadt Mülheim ging.
Andersen hinterließ eine Galionsfigur seines letzten Schiffes. Ein Keitumer Museum nahm diese Fortuna auf.

## Ehrungen
- Ritterkreuz des Franz-Joseph-Orden, 8. August 1864
- Königlicher Kronen-Orden (Preußen) 4. Klasse,  5. Februar 1865